# Rätten till lättja
Rätten till lättja är en bok av Paul Lafargue, utgiven 1883. I boken vänder sig Lafargue, som är en av de mest kända socialisterna genom tiderna, skarpt mot att arbetarrörelsen kämpar för att utvidga lönearbetet istället för att avskaffa eller åtminstone begränsa detsamma. Enligt Lafargue är lönearbete att likställa med slaveri, och att som arbetarrörelse kämpa för utökat slaveri är befängt.

## Bokens inledning
Bokens välkända inledning lyder: "Ett besynnerligt vansinne har gripit arbetarklassen i de länder där den kapitalistiska civilisationen härskar. Detta vansinne drar i sitt kölvatten med sig det individuella och sociala elände, som sedan två århundraden plågar en dyster mänsklighet. Det är kärleken till arbetet, den med döden kämpande lidelsen för arbete, vilken drivits dithän att livskraften hos den enskilda människan och hennes avkomma bryts ned. Istället för att kurera denna sinnesförvirring har präster, ekonomer och moralister gjort arbetet till något heligt..."

## Innehåll
Lafargues bok Rätten till lättja (Le droit à la paresse) översattes 2017 åter igen till svenska av Marie Berthelius och med ett efterord av Sven-Eric Liedman.
Det är rena vansinnet, menar Lafargue, att folket kämpar för "rätten" till åtta timmars arbetsdag. Alltså åtta timmars träldom, exploatering och lidande, när det är fritid, glädje och självförverkligande man borde kämpa för - och så få timmars slaveri som möjligt.
Automationen, som redan på Lafargues tid hade nått långt, skulle utan vidare kunna reducera arbetstiden till tre eller fyra timmar per dag. Därmed skulle en stor del av dygnet återstå för sådant som vi egentligen vill göra - umgås med vänner, koppla av, njuta av livet, idka lättja.
Maskinen är mänsklighetens frälsare, menar Lafargue, men bara om den arbetstid den frigör blir till fritid. Så kan det bli, så borde det bli, men så har det sällan blivit. Den tid som frigörs blir vanligtvis omgjord till ytterligare arbetstimmar, ytterligare timmar av slit och släp. Att arbeta alltför många timmar per dygn är ofta nedbrytande, medan att arbeta väldigt få timmar kan vara mycket vederkvickande och berikande och leda till allmän förkovran, hälsa, glädje, tillfredsställelse.

## Citat
- "Arbeta, arbeta, ni proletärer för att öka nationens rikedom och ert eget individuella elände! Arbeta, arbeta för att ni, när ni blir fattigare, ska ha större anledning att arbeta och vara eländiga! Så lyder den kapitalistiska produktionens obönhörliga lag."
- "För att kunna komma till insikt om sin egen styrka måste proletärerna förkasta den kristna, ekonomiska fritänkarmoralens fördomar. De måste hitta tillbaka till sina naturliga instinkter och proklamera Rätten till lättja - tusen och åter tusen gånger ädlare och heligare än de lungsiktiga 'mänskliga rättigheterna' som kokats ihop av den borgerliga revolutionens eteriska advokater. De måste avhålla sig från mer än tre timmars dagligt värv, för att under resten av dygnet lata sig och frossa."
- "Aristoteles dröm är vår verklighet. Våra eldsprutande maskiner med armar av stål fullgör outtröttligt och lydigt, till förmån för en underbar och outsinlig fruktbarhet, sitt heliga värv av sig själva. Och likväl förblir kapitalismens stora filosofers sinnen genomsyrade av fördomen om lönearbetet: den värsta formen av slaveri."
- Antikens filosofer trädde måhända om idéernas ursprung, men de stod enade i sin avsky för arbetet.